# Electrolux addisoni
Electrolux addisoni é uma espécie de peixe da família Narkidae. É a única espécie descrita para o gênero Electrolux. Endêmica das águas costeiras da África do Sul. É considerada pela IUCN como uma espécie em perigo crítico de extinção por ocupar uma área geográfica limitada e com intensa atividade humana.

## Nomenclatura e taxonomia
A espécie foi descrita por Leonard Compagno e Phillip C. Heemstra em 2007 como Electrolux addisoni. O termo genérico é uma homenagem a companhia Electrolux, que fabrica eletrodomésticos incluindo o aspirador de pó, uma alusão tanto a capacidade bioelétrica desta raia como também ao método de alimentação por sucção. O epíteto específico é uma homenagem a Mark Addison, que coletou o holótipo em 2003 e doou-o para o South African Institute of Aquatic Biodiversity.

## Distribuição geográfica e habitat
A espécie está restrita aos bancos de areia de arrecifes costeiros nas províncias do Cabo Oriental e de KwaZulu-Natal na África do Sul. Cinco localidades são conhecidas: a baía Coffee no Cabo Oriental, a praia de Manaba e o banco de Protea próximos de Margate, o banco de Aliwal e a praia Virginia, ao norte de Durban, em KwaZulu-Natal.
Ocorre em águas mornas temperadas e subtropicais ao longo de uma estreita faixa da plataforma continental. Todos os registros foram feitos a menos de 50 metros de profundidade.

## Conservação
Electrolux addisoni é classificada pela União Internacional para Conservação da Natureza (IUCN) como "em perigo crítico" de extinção, uma vez que ocorre numa área inferior a 10 Km² com habitat bastante fragmentado e densamente ocupado por assentamentos humanos.